# Pambasso-Diédou
Pambasso-Diédou  est une ancienne localité du nord-est de la Côte d'Ivoire. Elle est située dans la sous-préfécture de Transua, département de Transua, région du Gontougo, district du Zanzan. La localité de Pambasso-Diédou est un chef-lieu de commune.
En 2012, plus d'un millier de communes sont supprimées dont Pambasso-Diédou qui devient deux localités distinctes : Pambasso et Diédou.
Au recensement de 2014, Pambasso et Diédou comptent respectivement 1 454 et 751 habitants.